# Microrégion de Petrolina

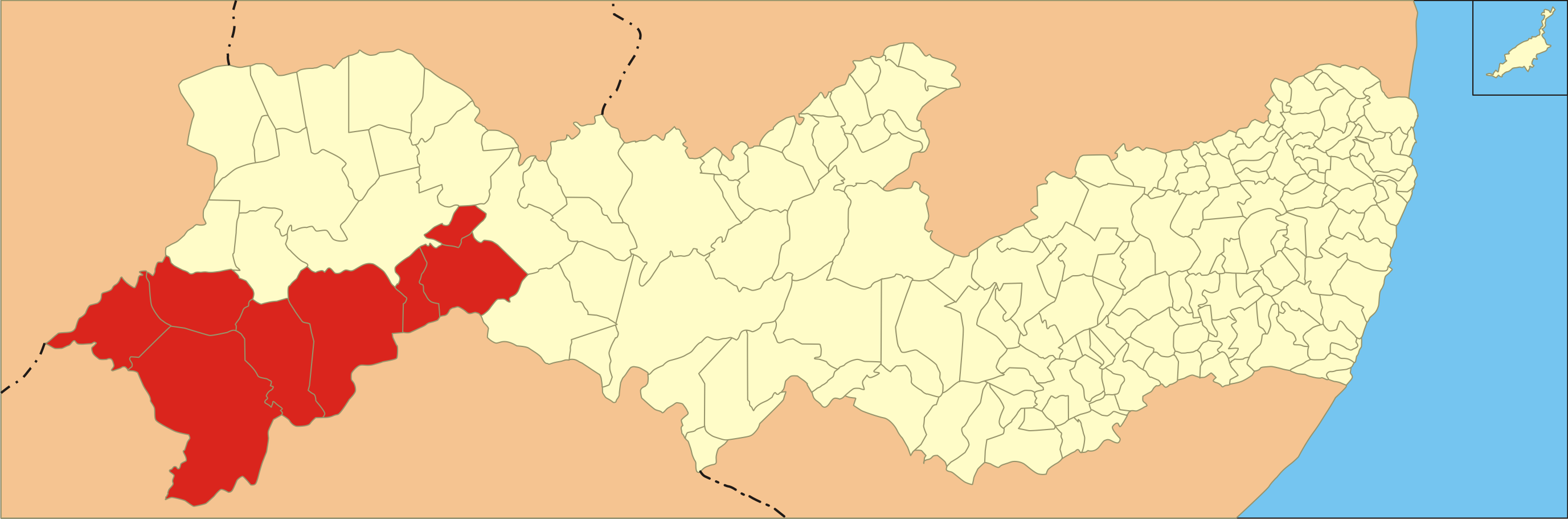
Microrégion de Petrolina

La microrégion de Petrolina est l'une des deux microrégions qui subdivisent la mésorégion du São Francisco Pernambucano dans l'État du Pernambouc au Brésil.
Elle comporte huit municipalités qui regroupaient 412 235 habitants après le recensement de 2007.

## Municipalités
- Afrânio
- Cabrobó
- Dormentes
- Lagoa Grande
- Orocó
- Petrolina
- Santa Maria da Boa Vista
- Terra Nova